# Siamees vierkant antiprisma
Een siamees vierkant antiprisma is in de meetkunde het johnsonlichaam J85. Deze ruimtelijke figuur kan komt met een vierkant antiprisma overeen, maar waarbij de band van gelijkzijdige driehoeken tussen de beide vierkanten breder is.
Het is een van de negen enkelvoudige johnsonlichamen die niet ontstaan door te beginnen met de regelmatige veelvlakken en archimedische lichamen, daar delen van te nemen, zodat weer een johnsonlichaam ontstaat, en al deze lichamen, met daarbij nog de prisma's en antiprisma's, te combineren.

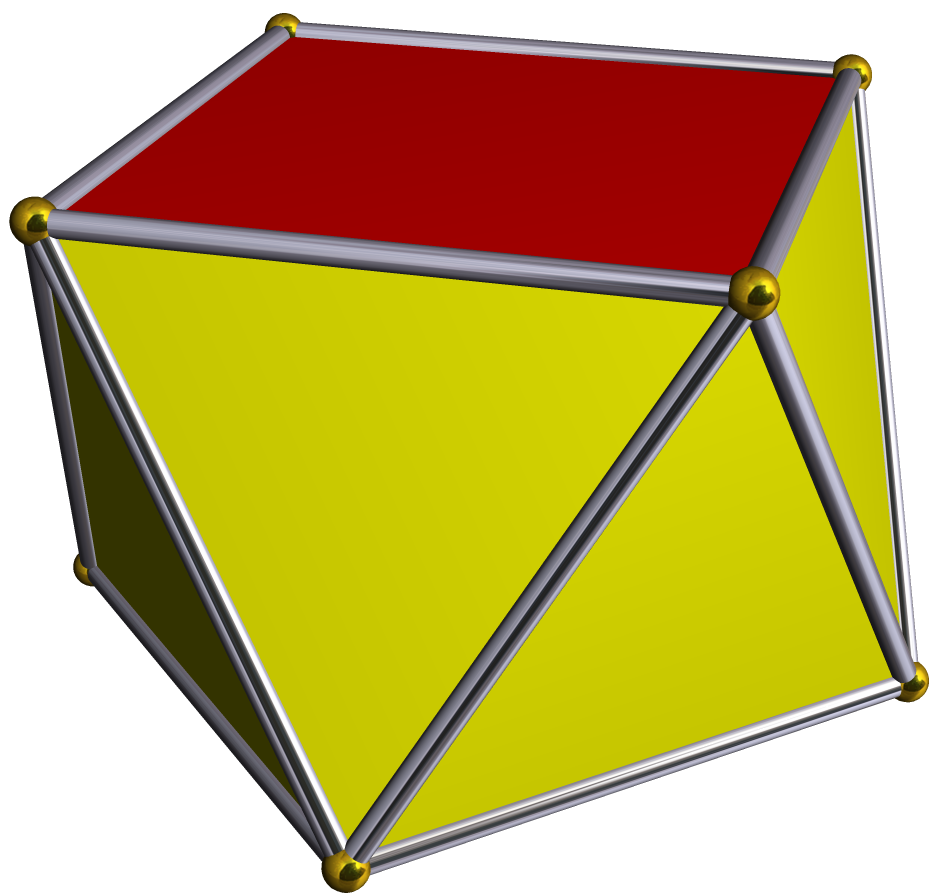
vierkant antiprisma

- (en)  MathWorld. Snub Square Antiprism.